# Euurobraconoides longicaudis
Euurobraconoides longicaudis är en stekelart som beskrevs av Donald L.J. Quicke 1988. Euurobraconoides longicaudis ingår i släktet Euurobraconoides och familjen bracksteklar. Inga underarter finns listade i Catalogue of Life.